# Маккэррик, Теодор
Теодор Эдгар Маккэррик (англ. Theodore Edgar McCarrick; 7 июля 1930, Нью-Йорк, США — 3 апреля 2025, Диттмер, Миссури, США) — бывший американский кардинал. Епископ Метачена с 19 ноября 1981 по 30 мая 1986. Архиепископ Ньюарка с 30 мая 1986 по 21 ноября 2000, архиепископ Вашингтона с 21 ноября 2000 по 16 мая 2006. Кардинал-священник с титулом церкви Святых Нерея и Ахиллея с 21 февраля 2001 по 28 июля 2018.

## Ранние годы и образование
Единственный ребёнок Теодор Эдгар Маккэррик родился в Нью-Йорке, в семье Теодора Игана Маккэррика и Маргарет Т. (урождённой Маклафлин) Маккэррик. Его отец был капитаном корабля, который умер от туберкулёза, когда Маккэррику было три года, а его мать затем работала на автомобильном заводе в Бронксе. В детстве МакКаррик служил мальчиком-министрантом в церкви Боговоплощения на Вашингтонских высотах.
После посещения Фордемской подготовительной школы для мальчиков, он в течение года, учился в Швейцарии, прежде чем вернуться в Соединённые Штаты Америки и посещать Фордемский университет.
Маккэррик позднее окончил семинарию Святого Иосифа в Йонкерсе, где он получил степень бакалавра искусств в области философии (1954 год) и магистра искусств в области теологии (1958 год).

## Священническое служение
Маккэррик был рукоположён в священника 31 мая 1958 года в Нью-Йорке, архиепископом Нью-Йорка кардиналом Фрэнсисом Джозефом Спеллманом. С 1958 года по 1963 год он продолжал учёбу в Католическом университете Америки (Вашингтон, округ Колумбия) и получил степень доктора философии в социологии. Затем он служил помощником капеллана в Католическом университете, где впоследствии стал деканом студентов и директором по развитию.
С 1965 года по 1969 год Маккэррик был президентом Католического университета Пуэрто-Рико, принимал активное участие в работе некоторых других пуэрто-риканских образовательных учреждений. 10 ноября 1965 года был возведён в ранг Почётного прелата Его Святейшества.
По возвращении в нью-йоркскую архиепархию, в 1969—1971 годах, он был секретарём-адъюнктом по вопросам образования, одновременно работая священником в приходе Святого Причастия этой же епархии. В течение этого времени он помог учредить кардинальский комитет по образованию и Фонд стипендий большого города, который способствовал образованию малоимущих, особенно среди меньшинств.
С 1971 года по 1977 год — личный секретарь архиепископа Нью-Йорка кардинала Теренса Джеймса Кука.

## Епископское служение

### Вспомогательный епископ Нью-Йорка
24 мая 1977 года монсеньор Маккэррик Папой Павлом VI был назначен вспомогательным епископом Нью-Йорка и титулярным епископом Рузибизира. Рукоположён в сан епископа 29 июня 1977 года кардиналом Теренсом Джеймсом Куком в Нью-Йорке. Ординацию помогали проводить, в качестве соконсекраторов, Джон Джозеф Магуайр, титулярный епископ Табалты и коадъютор архиепископа Нью-Йорка, и Патрик Винсент Ахерн, титулярный епископ Найеры и вспомогательный епископ Нью-Йорка. Одновременно назначен епископским викарием по вопросам образования и викарием Восточного Манхэттена и Гарлема. Он выбрал в качестве своего епископского девиза: «Ей, гряди, Господи Иисусе» (Откровение 22:20).

### Епископ Метучен
19 ноября 1981 года епископ Маккэррик был назначен епископом новообразованого диоцеза Метачена в штате Нью-Джерси. Он был интронизирован в кафедральном соборе Святого Франциска Ассизского 31 января 1982 года. Во время своего пребывания в должности Маккэррик учредил новые приходы в Перт-Амбой, Калифоне, Скиллмене, Олд-Бридже и Три-Бридже. Он также курировал развитие епархиального Совета женщин-католичек, ежегодного призыва епископа и служения для чернокожих и латиноамериканцев, деятельности по защите жизни и инвалидов.

### Архиепископ Ньюарка
30 мая 1986 года Маккэррик был назначен четвёртым архиепископом Ньюарка, в том же штате. Он стал преемником Питера Лео Джерети и был интронизирован в Соборе Святейшего Сердца 25 июля 1986 года. Во время своего пребывания в должности он основал Управление по евангелизации, служения для выходцев из Латинской Америки и жертв ВИЧ, а также программу профилактики наркомании. Он также пропагандировал призвания и рукоположил в общей сложности 200 священников для архиепархии.
Маккэррик стал известен как поборник социальной справедливости, сказав: «Церковь не может быть подлинной, если она не заботится о бедных, вновь прибывших, нуждающихся». В 1980-х годах он служил официальным наблюдателем в Хельсинкской комиссии и Совещании по безопасности и сотрудничеству в Европе, выполняя свои обязанности по просьбе Государственном департаменте. В 1988 году он участвовал в межконфессиональной встрече с Фиделем Кастро для продвижения религиозной свободы на Кубе, первой встречи такого рода после коммунистической революции 1958 года. Маккэррик, как представитель семей ирландских иммигрантов, был выбран для размещения в Зале славы острова Эллис 8 декабря 1990 года.
В рамках Конференции католических епископов США он занимал пост председателя Комитета по оказанию помощи Церкви в Центральной и Восточной Европе с 1992 года по 1997 год. В этом качестве он посетил такие страны, как Югославия, Прибалтику и Казахстан. Он дважды избирался руководителем Комитета по миграции Конференции католических епископов США, и однажды попросил Конгресс «признать и поддержать важную задачу воспитания новых граждан, с тем чтобы они могли начать играть полноценную роль в будущем этой нации». Позднее он стал членом Папского Совета по пастырскому попечению о мигрантах и странствующих.
Он был избран председателем епископского комитета по международной политике в 1996 году. Его другие визиты включали Боснию (которую он называл «напоминающей о Холокосте»), Китай, Польшу, Румынию, Россию, Руанду и Швейцарию. В 1995 году он принимал Мать Терезу, а позднее и Папу Иоанна Павла II, который повысил собор Святейшего Сердца до ранга базилики во время своего визита по предложению Маккэррика. Принятый министром труда США Алексис Херман, он объявил об инициативе в 1997 году, чтобы гарантировать, что католическая школьная форма в его архиепархии не будет производиться в потогонных хозяйствах.
В дополнение к своим обязанностям архиепископа, Маккэррик был сделан настоятелем Миссии sui iuris на островах Теркс и Кайкос 17 октября 1998 года.
В 1999—2001 годах входил в состав американской Комиссии по международной религиозной свободе.

### Архиепископ Вашингтона и кардинал
Карьерный рост Маккэррика продолжился 21 ноября 2000 года, когда папа Иоанн Павел II назначил его архиепископом столицы США Вашингтона. Спустя всего 3 месяца, на консистории 21 февраля 2001 года, Маккэррик был возведён в сан кардинала. Кардинал-священник с титулом церкви Святых Нерея и Ахиллея. Маккэррик был архиепископом Вашингтона до 16 мая 2006 года.
Участвовал в конклаве 2005 года, избравшем папой римским Бенедикта XVI.
Кардинал Маккэррик также возглавлял комиссию, контролирующую отношения Церкви с католическими политиками, отошедшими в своей деятельности (в частности при разного рода голосованиях) от официальной католической доктрины.

## В отставке
16 мая 2006 года Папа Бенедикт XVI принял отставку кардинала Маккэррика с поста архиепископа Вашингтона, в округе Колумбия, после того, как последний достиг 75-летнего возраста и в соответствии с Кодексом канонического права подал в отставку и назначил Дональда Уильяма Вюрла, епископа Питтсбурга, 6-м архиепископом Вашингтона. С 16 мая 2006 года до интронизации Вюрла месяц спустя, 22 июня 2006 года, Маккэррик служил апостольским администратором архиепархии Вашингтона.
Маккэррик был назначен советником Центра стратегических и международных исследований в 2007 году.
Маккэррик — полиглот, помимо родного английского, говорит на французском, немецком, итальянском и испанском языках.
В 2009 году Маккэррик выступил на заупокойной службе сенатора США Эдварда Кеннеди на Арлингтонском национальном кладбище и прочитал письмо, написанное Кеннеди Папе Бенедикту XVI.
7 июля 2010 года кардиналу Маккэррику исполнилось 80 лет и он потерял право участвовать в Конклавах.

## Обвинения в сексуальных домогательствах, удаление из общественного служения и лишение сана
20 июня 2018 года кардинал Маккэррик был исключён из общественного служения Святым Престолом после проверки попечительским советом архиепархии Нью-Йорка, который нашёл утверждения «правдоподобными и обоснованными», что Маккэррик подверг сексуальному насилию 16-летнего алтарного министранта, когда был священником в Нью-Йорке. Патрик Ноакер, адвокат анонимного заявителя, утверждал о двух инцидентах в соборе Святого Патрика, которые имели место: один в 1971 году, а другой в 1972 году. Ноакер заявил, что при измерении подростка для шитья ему сутаны Маккаррик «расстегнул [мальчику] брюки и засунул руки в брюки мальчика».
Маккэррик заявил, что он невиновен: «У меня нет абсолютно никаких воспоминаний об этих злоупотреблениях и я верю в свою невиновность». Он также заявил: «В послушании я принимаю решение Святого Престола, что я больше не осуществляю никакого общественного служения».
Также 20 июня 2018 года кардинал Джозеф У. Тобин, архиепископ Ньюарка показал, что во время служения Маккэррика в Нью-Джерси против него были выдвинуты обвинения в сексуальном проступке с тремя взрослыми и что два из этих утверждений привели к финансовым расчётам с заявителями.
Ричард Сайп опубликовал выдержки из расчётных документов в 2010 году. Другие сообщали, что в 2012 году журнал «Нью-Йорк таймс» планировал, но не опубликовал статью, в которой подробно описывались домогательства Маккэррика к взрослым семинаристам на основе судебных документов юридических расчётов между Маккэрриком и бывшими семинаристами, а также интервью с одной из жертв. 16 июля 2018 года «Нью-Йорк таймс» опубликовала статью на первой полосе о домогательствах Маккэррика к взрослым семинаристам.
В конце июля 2018 года человек из Нью-Джерси, чей дядя знал Маккэррика со средней школы, утверждал, что Маккэррик сексуально дотрагивался до него, когда ему было 13 лет.
5 июля 2018 года Фордемский университет отменил почётную степень и другие награды, предоставленные Маккэррику.
27 июля 2018 года папа римский Франциск приказал Маккэррику блюсти «молитвенную и покаянную жизнь в уединении» и принял его отставку из Коллегии кардиналов. Маккэррик стал первым человеком, который ушёл в отставку из Коллегии кардиналов со времён Луи Бийо в 1927 году, и первым кардиналом, лишённым папой сана кардинала за обвинения в сексуальном насилии. Маккэррик, однако, остался священнослужителем в ожидании завершения канонического суда Ватикана.
16 февраля 2019 года папа Франциск признал окончательным приговор Конгрегации доктрины веры и запретил Теодора Маккэрика в служении.

## Смерть
4 апреля 2025 года появились сообщения о том, что Маккэррик умер в Миссури, где он проживал в Vianney Renewal Center в городе Диттмер. Архиепархия Вашингтона подтвердила эти сообщения в тот же день.